# 流山镇
流山镇，是中华人民共和国广西壮族自治区柳州市柳江区下辖的一个乡镇级行政单位。
2019年6月，柳州市人民政府下发《关于调整市辖区部分行政区划的通知》，正式将柳江区的流山镇、洛满镇划入柳南区管辖。区划代码改为450204102。

## 行政区划
流山镇下辖以下地区：
流山社区、流山村、流塘村、大石村、广荣村、正兰村、新隆村和新艾村。